# Varázslók a Waverly helyből – A film
Varázslók a Waverly helyből – A film (Wizards of the Waverly Place: The Movie) egész estés amerikai televíziós film, amely a Varázslók a Waverly helyből című tévéfilmsorozat alapján készült, 2009-ben mutatták be a tévében. A sorozatot és a filmet is a Disney csatorna adta.

## Cselekmény
Alex Russo (Selena Gomez), aki egy varázslócsaládból származik, már felnőttnek érzi magát, pedig még nem az. Amikor a szülei és testvérei, Justin (David Henrie) és Max (Jake T. Austin) nyaralni készülnek, ő egy buliba akar elmenni, de szülei nem engedik meg neki. Varázslattal próbált eljutni Alex barátnőjével, Hurper-rel (Jennifer Stone) a buliba, de a varázslat nem jól sül el. A szülei úgy büntetik Alex-et, hogy  el kell mennie a családdal nyaralni a Karibi-szigetekre. Alex szánalmasnak érzi a családját, s egyszer amikor nagyon feszülté válnak a dolgok, azt kívánja Justin erős varázspálcájával a kezében, hogy a szülei bárcsak ne találkoztak volna (ugyanis a szülei ezen az üdülőhelyen találkoztak először). A varázspálca Alex tényleges akarata nélkül teljesítette a kívánságot, s a szülei nem ismerték egymást. Alexéknek hamar kellett cselekedniük, mert ha nem sietnek, a szüleik megismerkednek másokkal, s ők eltűnnek a Föld színéről. A srácok izgalmas kalandok során próbálják megszerezni az Álmok Kövét, amely teljesít egy kívánságot, s visszafordítja a varázslatokat, de ez nem egy könnyű feladat, főleg hogy a kő a dzsungel mélyén van.
A filmben sor kerül a sorozatban már többször említett varázslópárbajra, ahol a varázslótanoncok megmérkőznek egymás ellen, hogy ki tarthassa meg a varázserőt. Ekkor csak Justin és Alex mérkőzik meg egymással, mert Max-et már beszippantotta egy őrvény.
A csatát Alex nyeri meg, de nem véglegesen, mert az Álmok Kövétől azt kívánja, hogy bárcsak minden úgy lenne, mint a kívánsága előtt.

## Szereplők
| Szereplő | Színész              | Magyar hang        |
| --- | -------------------- | ------------------ |
| Alexandra Margarita Russo | Selena Gomez         | Bogdányi Titanilla |
| Justin Vincenzo Pepe Russo | David Henrie         | Kováts Dániel      |
| Maximilian Justin Russo | Jake T. Austin       | Timon Barnabás     |
| Harper Anne Finkle | Jennifer Stone       | Tamási Nikolett    |
| Theresa Magdalena Margarita Devez Larkin Russo | Maria Canals-Barrera | Agócs Judit        |
| Jerry Jerome Pepe Russo | David DeLuise        | Holl Nándor        |
| Archie | Steve Valentine      | Miller Zoltán      |
| Javier | Xavier Torres        | Pálmai Szabolcs    |
| Giselle | Jennifer Alden       | Németh Borbála     |
| Szállodai vendégfogadó nő | Marisé Alvarez       | Sallai Nóra        |
| További szereplők |                      |                    |
| Bálizs Anett, Gerhát Barbara, Gubányi György István, Király Adrián, Nádorfi Krisztina, Pap Katalin, Petridisz Hrisztosz, Presits Tamás, Sipos Eszter Anna, Sörös Miklós, Stern Dániel |                      |                    |

## Fordítás
- Ez a szócikk részben vagy egészben  a   Wizards of Waverly Place: The Movie című angol Wikipédia-szócikk fordításán alapul.  Az eredeti cikk szerkesztőit annak laptörténete sorolja fel. Ez a jelzés csupán a megfogalmazás eredetét és a szerzői jogokat jelzi, nem szolgál a cikkben szereplő információk forrásmegjelöléseként.